# Bois-Normand-près-Lyre
Bois-Normand-près-Lyre è un comune francese di 357 abitanti situato nel dipartimento dell'Eure nella regione della Normandia.

## Società

### Evoluzione demografica
Abitanti censiti